# Synoicum bowerbanki
Synoicum bowerbanki är en sjöpungsart som beskrevs av C.S. Millar 1963. Synoicum bowerbanki ingår i släktet Synoicum och familjen klumpsjöpungar. Inga underarter finns listade i Catalogue of Life.